# Xerox Center
Das Xerox Center ist ein von dem Architekten
Helmut Jahn für die Firma Xerox entworfener 152,4 m hoher Wolkenkratzer. Das Xerox Center, welches im Herzen des Chicagoer Loop steht, stellt mit seiner Architektur ein Blatt Papier dar, das aus einem Kopiergerät kommt. Das Xerox Center wurde 1977–1980 erbaut.